# Thiago Alves (zawodnik MMA)
Thiago Alves d'Araujo (ur. 3 października 1983 w Fortalezie) – brazylijski zawodnik mieszanych sztuk walki (MMA) oraz boksu tajskiego wagi półśredniej, pretendent do pasa mistrzowskiego Ultimate Fighting Championship z 2009.

## Kariera sportowa
W MMA zadebiutował 30 czerwca 2001 na miejscowej gali w Fortalezie. Przegrał wtedy z Gleisonem Tibau przez poddanie dźwignią na łokieć. W 2003 wyjechał do USA, kontynuując tamże karierę MMA. Do 2005 zanotował bilans pięciu zwycięstw i jednej porażki na amerykańskich galach, co pozwoliło mu związać się w 2005 z Ultimate Fighting Championship. W UFC zadebiutował 3 października 2005 przegrywając przez poddanie (duszenie trójkątne nogami) ze Spencerem Fisherem. Mimo złego początku, to w kolejnych dwóch pojedynkach wychodził zwycięsko, nokautując rywali w pierwszych rundach. 28 czerwca 2008, przegrał przez techniczny nokaut z Jonem Fitchem.
Zwycięstwo nad Johnem Alessio w październiku 2006 zapoczątkowało serię siedmiu wygranych z rzędu w organizacji. W tym czasie pokonywał ścisłą czołówkę dywizji półśredniej m.in. Chrisa Lytle'a, Karo Parizjana, Josha Koschecka czy wielokrotnego mistrza UFC Matta Hughesa. W związku ze świetnymi wynikami, otrzymał 11 lipca 2009 szanse walki o mistrzostwo UFC wagi półśredniej, z Kanadyjczykiem Georges St-Pierre. Alves ostatecznie przegrał pojedynek jednogłośnie na punkty.
Wcześniej, bo w lutym 2007 zaliczył wpadkę dopingową, w związku z wykryciem w jego organizmie zakazanych diuretyków, po walce z Tonym DeSouzą. Został ówcześnie zawieszony na osiem miesięcy, oraz otrzymał karę finansową w wysokości 5500 USD.
W latach 2010–2012 bezskutecznie próbował wrócić do czołówki wagi półśredniej. Notował zwycięstwa nad niżej rankingowymi zawodnikami m.in. Johnem Howardem, natomiast przegrywał z wyżej klasyfikowanymi, Jonen Fitchem w rewanżu (7 sierpnia 2010) oraz Martinem Kampmannem (3 marca 2012).
Od 2012 zaczęły trapić go częste kontuzję. Z tego powodu stracił walki m.in. z Yoshihiro Akiyamą, Mattem Brownem czy Bensonem Hendersonem. Po prawie dwóch latach przerwy, wrócił do klatki UFC, pokonując 19 kwietnia 2014 Setha Baczynskiego jednogłośnie na punkty. 31 stycznia 2015 na UFC 183, znokautował kopnięciem na korpus Jordana Meina w 2. rundzie.
30 maja 2015 przegrał z Carlosem Conditem przez TKO, wskutek przerwania walki przez lekarza w czasie przerwy między drugą, a trzecią rundą. 12 listopada 2016 zanotował drugą porażkę z rzędu, ulegając na punkty Jimowi Millerowi. 8 kwietnia 2017 na UFC 210 pokonał na punkty Kanadyjczyka Patricka Côté.
26 czerwca 2021 na gali boksu na gołe pięści "BKFC 18" zdobył mistrzowski pas BKFC w wadze średniej, pokonując tam w 3 rundzie przez TKO (przerwanie przez lekarza) Kubańczyka Ulyssesa Diaza.

## Osiągnięcia[9]
- mistrz Brazylii w boksie tajskim
- 4-krotny zdobywca nagród bonusowych w UFC (2 walki, 1 występ, 1 nokaut wieczoru)
- mistrz BKFC w wadze średniej